# Far Beyond Driven
Far Beyond Driven utkom 1994 och är bandet Panteras sjunde album. Det blev gruppens första och enda listetta på Billboard 200 och blev även trea på UK Albums Chart.

## Låtlista
Samtliga låtar skrivna av Pantera, om annat inte anges.
1. "Strength Beyond Strength" - 3:39
2. "Becoming" - 3:05
3. "5 Minutes Alone" - 5:50
4. "I'm Broken" - 4:25
5. "Good Friends and a Bottle of Pills" - 2:54
6. "Hard Lines, Sunken Cheeks" - 7:01
7. "Slaughtered" - 3:57
8. "25 Years" - 6:06
9. "Shedding Skin" - 5:37
10. "Use My Third Arm" - 4:52
11. "Throes of Rejection" - 5:01
12. "Planet Caravan" (Geezer Butler/Tony Iommi/Ozzy Osbourne/Bill Ward) - 4:04